# Storbritanniens Grand Prix 1960
Storbritanniens Grand Prix 1960 var det sjunde av tio lopp ingående i formel 1-VM 1960. 

## Resultat
1. Jack Brabham, Cooper-Climax, 8 poäng
2. John Surtees, Lotus-Climax, 6
3. Innes Ireland, Lotus-Climax, 4
4. Bruce McLaren, Cooper-Climax, 3
5. Tony Brooks, Reg Parnell (Cooper-Climax), 2
6. Wolfgang von Trips, Ferrari, 1
7. Phil Hill, Ferrari
8. Henry Taylor, Reg Parnell (Cooper-Climax)
9. Olivier Gendebien, Reg Parnell (Cooper-Climax)
10. Dan Gurney, BRM
11. Maurice Trintignant, Aston Martin
12. David Piper, Robert Bodle (Lotus-Climax)
13. Brian Naylor, JBW-Maserati
14. Masten Gregory, Scuderia Centro Sud (Cooper-Maserati)
15. Gino Munaron, Scuderia Eugenio Castellotti (Cooper-Castellotti)
16. Jim Clark, Lotus-Climax

### Förare som bröt loppet
- Graham Hill, BRM (varv 71, snurrade av)
- Lucien Bianchi, Fred Tuck Cars (Cooper-Climax) (62, elsystem)
- Joakim Bonnier, BRM (59, upphängning)
- Chuck Daigh, Cooper-Climax (58, överhettning)
- Ian Burgess, Scuderia Centro Sud (Cooper-Maserati) (58, motor)
- Roy Salvadori, Aston Martin (46, styrning)
- Jack Fairman, C T Atkins (Cooper-Climax) (46, bränslepump)
- Keith Greene, Gilby Engineering (Cooper-Maserati) (12, överhettning)